# Ignazio Michele Crivelli
Ignazio Michele Crivelli (Cremona, 30 settembre 1698 – Milano, 29 febbraio 1768) è stato un cardinale e arcivescovo cattolico italiano.

## Biografia
Michele Ignazio era l'ultimo di tre figli di Giuseppe Angelo e Francesca Maria Ferrari. La sua famiglia, originaria del Canton Ticino, aveva fatto fortuna a Cremona; ad essa appartenevano anche il cardinale Uberto Crivelli, che fu papa Urbano III nel XII secolo, ed il futuro cardinale Carlo Crivelli, nipote di Michele Ignazio.
Frequentò gli studi ecclesiastici al Seminario Romano, alla Pontificia Accademia dei Nobili Ecclesiastici ed infine all'Università la Sapienza, ove ottenne il dottorato in utroque iure il 5 aprile 1726. Dal 1728 al 1730 fu nominato vice legato nella città di Ferrara. Ritornato a Roma, divenne relatore della Congregazione della Consulta fino al 1739.
Il 7 agosto 1739 ricevette gli ordini minori; il 9 e il 16 agosto 1739 fu ordinato suddiacono e diacono; e il 30 agosto 1739 fu ordinato sacerdote.
Il 30 settembre 1739 venne eletto arcivescovo titolare di Cesarea di Cappadocia; il 4 ottobre successivo ricevette l'ordinazione episcopale a Roma nella chiesa di San Carlo al Corso dalle mani del cardinale Giovanni Antonio Guadagni.
Gli furono subito affidati importanti incarichi diplomatici: il 5 ottobre 1739 fu nominato nunzio apostolico a Colonia; il 26 marzo 1744 fu trasferito alla nunziatura delle Fiandre, e contestualmente nominato superiore della missione d'Olanda; il 17 dicembre 1753 ottenne l'incarico di nunzio apostolico presso l'imperatore a Vienna.
Fu creato cardinale-presbitero da papa Clemente XIII nel concistoro del 24 settembre 1759. Il 17 agosto 1761 ottenne il titolo di San Bernardo alle Terme Diocleziane.
Dal 17 agosto 1761 al 1º dicembre 1766 fu legato pontificio in Romagna. Ritornato a Roma, ottenne il titolo di abate commendatario della basilica di Sant'Abbondio di Como.
Morì il 29 febbraio 1768 a Milano, nella casa del fratello, il conte Stefano Gaetano. I suoi resti riposano nella cappella di famiglia della chiesa di Santa Maria alla Porta di Milano.

## Genealogia episcopale
La genealogia episcopale è:
- Cardinale Scipione Rebiba
- Cardinale Giulio Antonio Santori
- Cardinale Girolamo Bernerio, O.P.
- Arcivescovo Galeazzo Sanvitale
- Cardinale Ludovico Ludovisi
- Cardinale Luigi Caetani
- Cardinale Ulderico Carpegna
- Cardinale Paluzzo Paluzzi Altieri degli Albertoni
- Cardinale Flavio Chigi
- Papa Clemente XII
- Cardinale Giovanni Antonio Guadagni, O.C.D.
- Cardinale Ignazio Michele Crivelli